# Snedsted
Snedsted is een plaats in de Deense regio Noord-Jutland, gemeente Thisted. De plaats telt 1185 inwoners (2008).